# شهرستان چینگیل
شهرستان چینگیل (به اویغوری: چىڭگىل ناھىيىسى، به قزاقی: شىڭگىل اۋدانى) و یا شهرستان چینگهه (به چینی: 青河县، به پین‌یین: Qīnghé Xiàn) یک شهرستان در ولایت آلتای، که خود تابع ولایت خودمختار ایلی قزاق در منطقه خودمختار سین‌کیانگ اویغور چین است.
 شهرستان چینگیل ۱۵٬۷۲۲ کیلومتر مربع مساحت و ۶۰٬۰۰۰ نفر جمعیت دارد و ۱٬۲۲۰ متر بالاتر از سطح دریا واقع شده‌است.

## جمعیت
| ترکیب قومیتی شهرستان چینگیل | ترکیب قومیتی شهرستان چینگیل | ترکیب قومیتی شهرستان چینگیل | ترکیب قومیتی شهرستان چینگیل | ترکیب قومیتی شهرستان چینگیل |
| --------------------------- | --------------------------- | --------------------------- | --------------------------- | --------------------------- |
| قومیت                       | قومیت                       |                             | درصد                        | درصد                        |
| قزاق                        | قزاق                        |                             | ۷۶٫۷٪                       | ۷۶٫۷٪                       |
| هان                         | هان                         |                             | ۱۸٫۱٪                       | ۱۸٫۱٪                       |
| هوئی                        | هوئی                        |                             | ۲٫۱٪                        | ۲٫۱٪                        |
| مغول                        | مغول                        |                             | ۱٫۴٪                        | ۱٫۴٪                        |
| اویغور                      | اویغور                      |                             | ۰٫۹٪                        | ۰٫۹٪                        |
| تاتار                       | تاتار                       |                             | ۰٫۳٪                        | ۰٫۳٪                        |
| سایر                        | سایر                        |                             | ۰٫۵٪                        | ۰٫۵٪                        |
| منبع سرشماری جمعیت :        |                             |                             |                             |                             |